# Aishah Ghani
Aishah Ghani, née le 15 décembre 1923 à Kampung Sungai Serai (district d'Hulu Langat, Selangor) et morte le 19 avril 2013 à Kuala Lumpur, est une femme politique malaisienne.

## Biographie
Après avoir étudié à Padang (Sumatra) (1940-1943), elle s'engage en politique dès 1945 en rejoignant le nouveau Parti nationaliste malais et en prenant rapidement la tête de la branche féminine, Angkatan Wanita Sedar (AWAS). Elle quitte l'AWAS dès 1946 et se joint au mouvement indépendantiste qui manifeste à Kuala Lumpur. Elle devient membre de l'UMNO en 1949 et travaille comme journaliste.
En 1955, elle part à Londres et obtient un diplôme en journalisme en 1958. À son retour, elle travaille comme journaliste pour le Berita Harian et pour le New Strait Times. Elle cesse ses activités professionnelles lorsqu'elle devient membre du Conseil suprême de l'UMNO et vice-présidente de la branche féminine (Wanita UMNO), en 1963.
Le 13 septembre 1962, elle devient la première sénatrice de Malaisie. De 1967 à 1972, elle est la représentante de la Malaisie à la Conférence des Nations unies sur le statut de la femme. En 1972, elle devient chef de Wanita UMNO pour la Malaisie et conserve ce poste jusqu'en 1984. 
Le 1er mars 1973, elle est nommée ministre du Bien-être général. Pendant son mandat, elle crée la Fondation nationale du Bien-Être. Elle conserve son portefeuille jusqu'en 1984. De 1986 à 2013, elle est présidente de Wanita UMNO.